# Пілгрім (Мічиган)
Пілгрім (англ. Pilgrim) — переписна місцевість (CDP) в США, в окрузі Бензі штату Мічиган. Населення — 44 особи (2020).

## Географія
Пілгрім розташований за координатами 44°39′53″ пн. ш. 86°14′59″ зх. д. / 44.66472° пн. ш. 86.24972° зх. д. (44.664605, -86.249815).  За даними Бюро перепису населення США в 2010 році переписна місцевість мала площу 0,90 км², уся площа — суходіл.

## Демографія
Згідно з переписом 2010 року, у переписній місцевості мешкало 11 особа в 7 домогосподарствах у складі 3 родин. Густота населення становила 12 особи/км².  Було 216 помешкань (239/км²).
Расовий склад населення:
| - 100,0 % — білих |

До двох чи більше рас належало 0,0 %. Частка іспаномовних становила 0,0 % від усіх жителів.
За віковим діапазоном населення розподілялося таким чином: 0,0 % — особи молодші 18 років, 45,5 % — особи у віці 18—64 років, 54,5 % — особи у віці 65 років та старші. Медіана віку мешканця становила 71,5 року. На 100 осіб жіночої статі у переписній місцевості припадало 175,0 чоловіків;  на 100 жінок у віці від 18 років та старших — 175,0 чоловіків також старших 18 років.
Середній дохід на одне домашнє господарство  становив 85 160 доларів США (медіана — 95 568), а середній дохід на одну сім'ю — 93 315 доларів (медіана — 96 136). 
Цивільне працевлаштоване населення становило 20 осіб. Основні галузі зайнятості: фінанси, страхування та нерухомість — 55,0 %, мистецтво, розваги та відпочинок — 20,0 %, науковці, спеціалісти, менеджери — 15,0 %.